# 默尔·祖弗
默尔·戴尔·祖弗（英語：Merle Dale Zuver，1905年1月25日—1969年3月25日）是美国职业橄榄球运动员，曾在国家橄榄球联盟绿湾包装工队担任护锋。他在大学期间为内布拉斯加州剥玉米壳人队效力，并在此期间入选了全联盟球队。虽然他仅于1930年在绿湾包装工队效力了一个赛季，但赢得了NFL冠军。他在橄榄球运动员生涯结束后成为一名电气承包商，退休后迁往亚利桑那州凤凰城居住。

## 早年生活及教育
祖弗出身并成长于内布拉斯加州亚当斯，后就读于亚当斯高中。高中毕业后祖弗进入内布拉斯加大学就读，并于1926年至1928年间为内布拉斯加州剥玉米壳人队效力。除此之外，祖弗还曾连续两年入选联盟最佳阵容。在大学就读期间，祖弗引因其在球场上的速度和侵略性而出名。

## 橄榄球生涯
大学毕业后，祖弗为俄亥俄州艾昂顿的艾恩顿坦克队效力了一个赛季，在此期间他很有可能还担任了教练一职。1930年，祖弗在主教练科利·兰博的带领下与绿湾包装工队签约。祖弗在1930年赛季共为绿湾包装工队出场10次，其中5次为首发。最终绿湾包装工队以10-3-1的成绩结束了该赛季，从而实现了二连冠。

## 个人生活

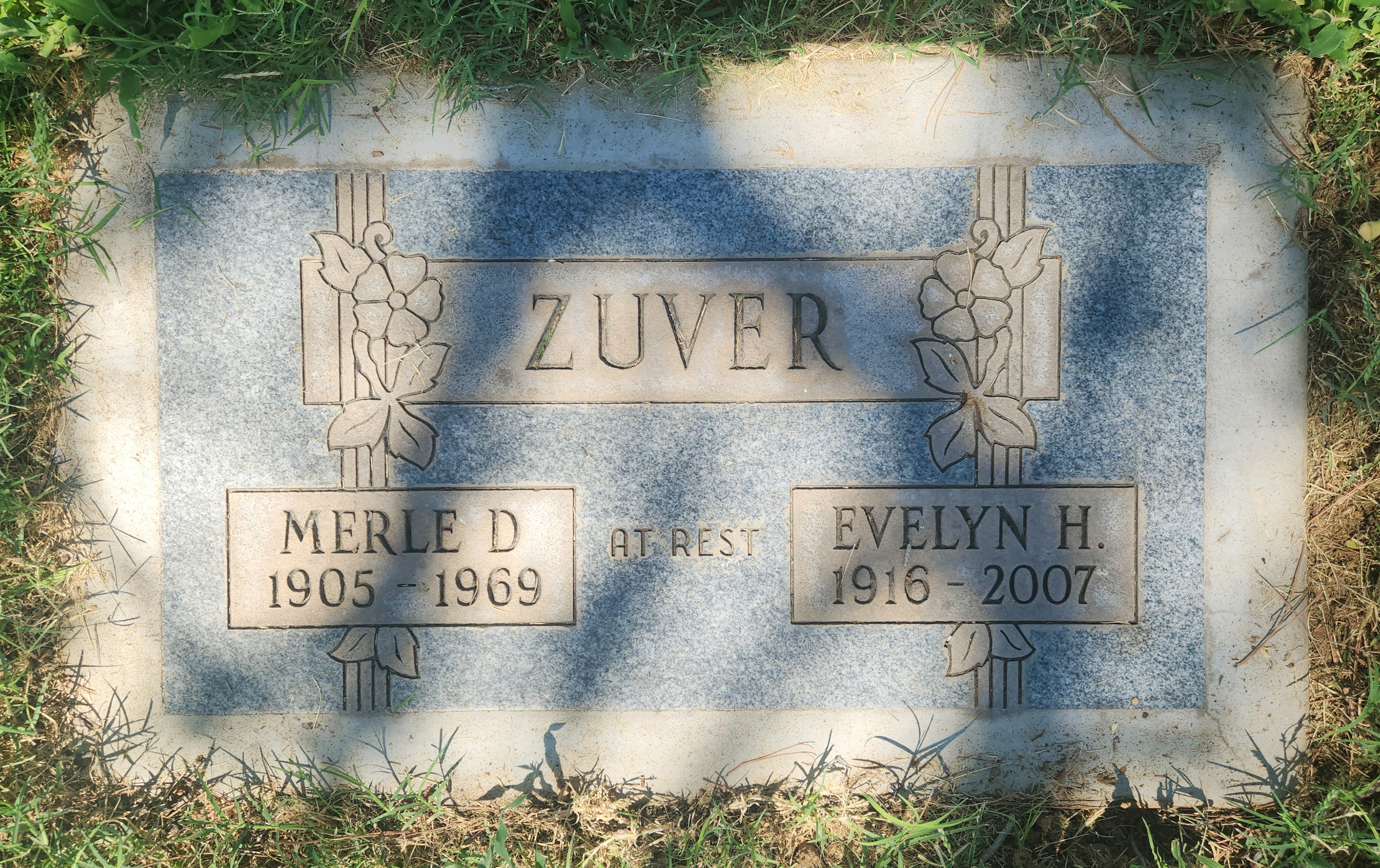
祖弗及其妻子在凤凰城的墓碑

祖弗在橄榄球生涯结束后迁往俄勒冈州波特兰，并在那里担任电气承包商，后于1959年退休并迁往亚利桑那州凤凰城居住。祖弗共有一次婚姻，但并无子女。他最终于1969年3月25日去世，享年64岁。